# Kenneth Hagin
Kenneth Erwin Hagin (McKinney, 20 de agosto de 1917 — Tulsa, 19 de setembro de 2003), é considerado o pai do Movimento Palavra de Fé. 
A Palavra da Fé é um movimento liderado por uma rede de autores e pastores carismáticos que ensinam que é o desejo de Deus que todo crente nascido de novo tenha saúde, riqueza e prosperidade. 
Também conhecido como "evangelho da prosperidade", o movimento Palavra da Fé ensina aos cristãos que eles podem controlar o resultado de suas vidas por meio do pensamento e da fala positivos. Eles defendem que a fé pode ser manipulada por meio da palavra falada para tornar as promessas das Escrituras realidade para o crente.

## Biografia
Nasceu em McKinney, Texas, filho de Lillie Viola Drake Hagin e Jess Hagin. Era doente devido a um defeito cardíaco congênito, [carece de fontes?] e leucemia.[carece de fontes?] Segundo Hagin, em 1933, ele foi visitado por Jesus Cristo[carece de fontes?] e curado das doenças.
Seu testemunho de cura tornou-se base para algumas pregações sobre fé: declarar a cura antes de vê-la.[carece de fontes?] Em seu testemunho, declara que parecia um morto vivo indo a uma escola, e muitos o recomendavam não ir as aulas.[carece de fontes?] Como já havia se levantado de um leito, contrariando a medicina daquela época, permanecia declarando que estava curado.[carece de fontes?] Nesse sentido, é considerado um pai da Palavra da Fé.
Em 1937, Hagin tornou-se ministro da Assembleia de Deus americana. Contudo depois da Segunda Guerra Mundial participou de ministério independente e da cicatrização do reavivalismo pentecostal, passando a usar um estilo menos legalista, sendo praticamente forçado a sair da Assembléia de Deus.
Na segunda metade do século XX, um homem chamado Esseck William Kenyon (1867-1948), um pastor metodista que mais tarde se converteu ao pentecostalismo, estudou as crenças metafísicas de Phineas Quimby. Lenyon então decidiu mesclar as crenças metafísicas com suas inclinações pentecostais, incorporando-as ao seu ministério de cura. 
Apesar de Hagin não deter um controle burocrático de filiados ao Movimento Fé (Movimento Palavra da Fé), sua influência é inegável..[carece de fontes?] Entre eles Kenneth Copeland, e Morris Cerullo .[carece de fontes?] que assimilou seu estilo de ministério independente, apesar de seus líderes geralmente negarem a filiação a um Movimento da Fé, como se fosse uma denominação única. .[carece de fontes?] Até mesmo porque o termo Palavra de Fé também foi promovido por McConnell em uma tese de mestrado em que critica Hagin.[carece de fontes?]
Entre os professores que foram muito inspirados por Hagin hoje estão Kenneth Copeland e Benny Hinn, para citar alguns. Eles, por sua vez, tiveram um grande impacto em outros professores como Creflo Dollar, David Oyedepo, Jesse Duplantis e muitos outros. 
Hagin chegou a fundar International Convention of Faith Churches and Ministers no final de 1970, que teve a participação de Lester Sumrall, Jerry Savelle e Fred Price, Ray McCauley, Reinhard Bonnke, e em 1974, com o filho Kenneth Hagin Jr. - o Rhema Bible Training Center, em Oklahoma.
Os centros de treinamento bíblico Rhema estão localizados na Argentina, Brasil, Chile e Portugal. Entre os Estados Bras na Angola e na Argentina. No Brasil, há cerca de 120 centros de treinamento do Rhema, espalhados pelos estados de São Paulo, Rio de Janeiro, Minas Gerais, Espírito Santo, Alagoas, Bahia, Ceará, Amapá, Amazonas, Pará, Roraima  e Tocantins, Maranhão , Paraíba, Piauí, Pernambuco , Rio Grande do Norte, Sergipe, Rio Grande do Sul, Santa Catarina, Paraná, Goiás, Mato Grosso e Mato Grosso do Sul, além do Distrito Federal . A diretora da Rhema Brasil em São Paulo é atualmente Verônica Lucena. A presidência já foi ocupada por Guto Emery, que atualmente é presidente do Ministério Verbo da Vida - sediado em Campina Grande, PB- após o falecimento do Ap. Bud Wright no mês de dezembro de 2013.
A declaração de fé do Centro de Treinamento Rhema é semelhante ao da Declaração de Verdades Fundamentais das Assembleias de Deus e da maioria das outras denominações pentecostais, mas usa algumas das posições teológicas de Kenyon.[carece de fontes?]
É autor de 73 livros, entre eles O Nome de Jesus. Estes livros no Brasil foram publicados por duas Editoras a Graça Editorial e a Rhema Brasil.
Com sua morte, seu filho Kenneth Wayne Hagin deu continuidade a seu ministério na Igreja Bíblica Rhema. A filha, Patrícia Harrison, é dona de uma livraria, Harrison House, localizada em Tulsa, Oklahoma.

## Doutrina
Cura Física
Seria sempre a vontade de Deus que um crente seja curado fisicamente de qualquer doença ou enfermidade. Hagin baseia-se na crença da cura para todos, segundo entendimento de que a cura para o corpo físico foi promovida na paixão e redenção de Jesus. Defende que se a redenção estaria disponível para todos, então a cura também estaria disponível para todos.

Prosperidade Financeira
Seria sempre a vontade de Deus que cada crente seja "financeiramente abençoados" por meio da fé. Embora Hagin tenha enfatizado que a prosperidade material está inclusa na bênção redentora, ele nunca ensinou a exclusão de trabalho árduo e das sábias práticas empresariais. Em seus últimos anos, ele escreveu um livro intitulado "O toque de Midas", em que ele escreveu de forma acentuada e corretivamente sobre o evangelho da prosperidade. Ele avisou o corpo de Cristo para os perigos da ganância e explicou que o propósito da bênção financeira é para a prossecução(prosseguimento) da obra do evangelho.

Fé e Autoridade
Hagin acreditava que o crente através da sua posição em Cristo tinha autoridade sobre os elementos deste mundo e do mundo satânico. Pela fé o crente pode exercer a autoridade de Deus para mudar situações impossíveis em possibilidades (Lucas 1:37, Marcos 11:22–24). Fé, para Hagin, é uma questão de crença na palavra de Deus, que implica também uma expressão vocal da Vontade de Deus ou confissão da mesma: “Está escrito – Cri, por isso falei”. (II Coríntios 4:13). Segundo Hagin, Deus tem promessa para responder a oração da fé e responder exercício da fé.

Salvação
Hagin chegou a acreditar que o batismo de membros da igreja nas águas não foram suficientes para salvar, mas sim o "novo nascimento através da confissão que Jesus Cristo e o Senhor e Salvador, trabalhado pelo poder do Espírito Santo", em resposta a uma “confissão pessoal” de fé no Senhorio e ressurreição de Jesus Cristo.

Sacrifício Vicário
Hagin afirmava que Jesus morreu como o substituto para toda a humanidade e foi sepultado, também afirma que Jesus derrotou o diabo, retirou-lhe toda a autoridade e ressuscitou depois de ter sido "vivificado no espírito" ou "nascer de novo". Hagin declarou que aqueles que receberam a Cristo nasceram de novo e compartilham dos benefícios da ressurreição de Cristo e do poder através de sua identificação com Sua morte, sepultamento e ressurreição.

Sagradas Escrituras
Hagin acreditava que a Bíblia é vista como a verdade literal da palavra, inerrante de Deus, escrita por homens sob a orientação do Espírito de Deus. Ele sempre insistiu que a fé deveria ser estabelecida sobre a Palavra de Deus e não sobre as experiências do homem. Foi desse pensamento e ensino que surgiu o Movimento Palavra de Fé, e ainda que tenha escrito muito sobre experiências espirituais, sempre defendeu que o poder somente ocorre por intermédio da declaração de fé dentro da Palavra.